# Мідноголовий Демон
«Мідноголовий Демон» (англ. Demon Copperhead) — роман Барбари Кінґсолвер 2022 року. Він був одним із лауреатів Пулітцерівської премії за художню літературу 2023 року та виграв Жіночу премію за художню літературу 2023 року. На написання книжки Кінґсолвер надихнув роман Чарльза Дікенса «Девід Копперфілд». Хоча роман Кінґсолвер так само розповідає про хлопчика, який переживає бідність, дія роману «Мідноголовий Демон» відбувається в Аппалачах і досліджує сучасні проблеми.
Книжка торкається тем соціального та економічного розшарування в Аппалачах, дитячої бідності в сільській Америці та наркоманії з наголосом на опіоїдній кризі.

## Сюжет
Деймон Філдс народився в сім'ї самотньої матері-підлітки в будинку-трейлері в окрузі Лі, що в Аппалачах у Вірджинії. Він має руде волосся, успадковане від померлого батька, який був меландженом. Його прозвали «Мідноголовий Демон» за колір волосся та своєрідну манеру поведінки (англ. copperhead — мідянка — це вид змій). Демон проводить багато часу зі своїми сусідами, містером і місис Пеггот, які виховують онука Метта Пеггота (на прізвисько Маггот). Маггот і Демон ровесники й стають найкращими друзями.
Коли Демон навчається в початковій школі, його мати починає стосунки з далекобійником, якого звуть Стоунер. Протягом літа Пегготси беруть Демона в подорож до Ноксвіля, де він зустрічає тітку Маггота Джун і його двоюрідну сестру Еммі. Після повернення він дізнається, що його мати вийшла заміж за Стоунера, після чого Стоунер починає поводитися образливо. Вона знову повертається до колишньої наркотичної залежності з передозуваннями. Стоунер оплачує її відправлення до реабілітаційного центру. Соціальний працівник Демона з Департаменту соціальних служб влаштовує його тимчасово в названу сім'ю.
Його названий дім знаходиться на Фермі Крикі, якою керує містер Криксон, який також виховує трьох інших дітей, зокрема Фаста Форварда, захисника футбольної команди «Дженералс» середньої школи Лі. Умови проживання жалюгідні. Криксон злий і змушує названих дітей допомагати в роботі на фермі, зокрема зі збором тютюну. Фаст Форвард має вплив на інших названих дітей і підсаджує їх на наркотики.
Мама Демона знову зазнає передозування оксиконтином і помирає. Демон покидає Ферму Крикі і проводить Різдво з Пегготами та вчергове вирушає з ними до Ноксвілла. Джун вирішує повернутися до округу Лі через те, що колеги принижували її за те, що вона «реднек».
Після другої невдалої названої сім'ї Демон вирішує поїхати автостопом до Мердер-Веллі, штат Теннессі, щоб знайти свою бабусю по батьківській лінії. По дорозі він зустрічає проповідника, повія краде його гроші, і він спить у сараї. Нарешті він знаходить свою бабусю, Бетсі Вудолл, загартовану стару жінку, яка живе зі своїм неповносправним братом Діком. Бетсі зв'язується з тренером футбольної команди «Дженералс» середньої школи Лі, який приймає Демона. Демон переїжджає в особняк Тренера, де знайомиться з його дочкою Анґус та хлопцем на ім'я Ю-Гоул, який допомагає Тренеру. Тренер потерпає від алкоголізму, але визнає потенціал Демона як футболіста. Він починає тренувати хлопця, щоб той став тайт-ендом, і Демон стає гравцем футбольної команди «Дженералс».
Від учителя, містера Армстронга, Демон дізнається про історію гір Аппалачі та шахтарів. Демон влаштовується на роботу в магазин сільськогосподарських товарів і знайомиться з Дорі, ровесницею в яку закохується. Мати Дорі померла, тож вона кинула школу, щоб піклуватися про хворого батька. Під час футбольного матчу Демона збивають з ніг, і він серйозно травмує коліно. Лікар команди призначає йому оксиконтин, і Демон швидко стає залежним, всупереч попередженню Джун. Після шкільних танців Дорі дає Демону фентаніл, який вона вкрала у свого батька.
Батько Дорі помирає, і вона розбита. Демон кидає школу і переїжджає до Дорі. У цей час Еммі тікає з Фастом Форвардом. Після місяців пошуків Джун знаходить Еммі та рятує її за допомогою Демона та її брата. Джун відправляє її в дорогий реабілітаційний заклад. Анґус дзвонить Демону після того, як Ю-Гоул намагається вчинити сексуальне насильство над нею. Вона виявила, що Ю-Гоул підставив Тренера у розкраданні. Анґус і Демон проганяють Ю-Гоула. Зрештою скандал все ж вибухає, але репутація Тренера та втручання Анґус дозволяють їм контролювати збитки.
Дорі стає дедалі відстороненішою, невпевненішою в собі та більш виснаженою. Вона каже, що вагітна, але невдовзі, здається, стається викидень. Нарешті Дорі приймає завелику дозу наркотиків і вмирає. Демон переїжджає до Маггота. Одного дощового дня Демона та Маггота запрошують піти до водоспаду під назвою Ванна диявола, щоб зустрітися з Фаст Форвардом. Унаслідок подальшого протистояння гинуть і кузен Маггота— Гаммер Келлі, і Фаст Форвард. Магот вирушає у в'язницю для неповнолітніх за те, що постачав Гаммеру наркотики перед інцидентом. Джун спонсорує перебування Демона в реабілітаційному центрі в Ноксвіллі. Тут Демон знову починає малювати й вирішує створити графічний роман про історію народу Аппалачів. Він підтримує зв'язок з Анґус, яка зараз навчається в коледжі в Нешвіллі, і починає відчувати до неї симпатію.
Через три з половиною роки Демон повертається в округ Лі. Вони з Анґус зустрічаються і їдуть до океану, щоб Демон нарешті міг його побачити. Демон розуміє, що вона теж має до нього почуття.

## Персонажі
Багато героїв у книжці натхненні героями Дікенса «Девід Копперфілд». У наведеному нижче списку героїв Дікенса наведено в дужках:
- Деймон Філдс — також знаний як Мідноголовий Демон (англ. Demon Copperhead) через його «волосся кольору мідного дроту та своєрідну манеру поведінки» (Девід Копперфілд)
- «Матуся» Філдс — мати Демона. Біологічний батько Демона (якого також звали Деймон) помер влітку перед його народженням. (Клара Копперфільд)
- Мюррелл Стоун — також знаний як Стоунер. Жорстокий вітчим Демона. (Едвард Мардстоун)
- Ненсі Пеггот — Ненсі і містер Пеггот, сусіди Демона і його матері, часто опікувалися ним і забезпечували йому стабільність у дитинстві.(Клара Пегготті)
- Містер Пеггот — чоловік Ненсі Пеггот.
- Гаммергед Келлі — «родич Пегготів, який став частиною родини через шлюб». (Гем Пегготті)
- Метт Пеггот — знаний також як Маггот. Внук Ненсі і містера Пегготів, з якими він живе, оскільки його мати в тюрмі.
- Джун Пеггот — дочка Ненсі і містера Пеггота, яка стала медсестрою і переїхала до Ноксвілла. (Деніел Пегготті)
- Еммі — племінниця Пегготів, яка живе зі своєю тіткою Джун у Ноксвіллі. Між Демоном та Еммі є дитяча симпатія. (Емілі або Крихітка Емлі)
- Стерлінг Форд — відомий також як Фаст Форвард. Однодумець Демона в сирітському будинку на Фермі Крикі, а пізніше — зірка футбольної команди «Дженералс» середньої школи Лі. (Джеймс Стірфорт)
- Томмі Вадделл — також знаний як Веддлс. Довготривалий друг Демона, сирота, якого він зустрічає на Фермі Крикі. Томмі малює ескізи та скелетів, використовуючи своє мистецтво для подолання стресу; згодом він працює в місцевій газеті, де разом із Демоном створює комікс для газетної публікації.(Томмі Треддлз)
- Софі — дівчина Томмі, з якою він підтримував стосунки на відстані (вона жила в Пенсильванії), а згодом — його дружина. (Софі)
- Містер Криксон — також знаний як Крикі серед названих хлопців: Фаст Форвард, Веддлс, Своп-Аут і Демон. Він керує фермою і приймає названих хлопців, щоб вони виконували фізичну працю, як-от обрізку тютюну, ремонт сараїв і догляд за худобою. Він ставиться до хлопців настільки добре, щоб Департамент соціальних служб (DSS) дозволив йому продовжувати займатися опікою. (Містер Крикл)
- Містер і місис МакКобб — названа сім'я, де Демон проживав після Ферми Крикі. Він спав у пральній з собакою і мав допомагати містеру МакКоббу з набиванням конвертів, аби покрити свої витрати; пізніше містер МакКобб знайшов Демону роботу на ринку Голлі, де той сортував сміття на банки, пляшки та інші цінні речі. Родина МакКобб завжди була в боргах і прийняла Демона тільки через гроші від Департаменту соціальних служб. (Вілкінс і Емма Мікобер)
- Бетсі Вудолл — бабуся по батькові, яка з'являється в день народження Демона, бажаючи забрати його з собою. Після того як Демон тікає з системи названих сімей, він шукає її. Вона знаходить для нього домівку у тренера Вінфілда та його доньки Анґус. (Бетсі Тротвуд)
- Брат Дік — брат Бетсі, який має фізичні обмеження. Він пише цитати з Шекспіра на великому повітряному змії. З часом Демон вивозить його в колісному кріслі, щоб запустити змія. (Містер Дік)
- Тренер Вінфілд — Демон жив у нього, коли навчався в старшій школі, де Вінфілд був знаменитим тренером футбольної команди «Дженералс». (Містер Вікфілд)
- Анґус — дочка тренера Вінфілда; між нею і Демоном виникають стосунки, які Демон з часом усвідомлює як потенційно довготривалі. (Аґнес Вікфілд)
- Раян Пайлс — також знаний як Ю-Гоул. Оператор обладнання футбольної команди. Показує фальшиву скромність. «Цей чоловік був повний слизу. Він постійно торкався і гладив своє обличчя, брудне червоне волосся та інші речі, які були абсолютно неправильними». (Юрая Гіп)
- Містер Армстронг — вчитель середньої школи та консультант, який вивчив історію Демона і намагався допомогти йому з навчанням. (Доктор Маркус Стронг)
- Міс Енні — вчителька мистецтва в школі Демона, яка підтримує його художні здібності та заохочує його до створення коміксів. Дружина містера Армстронга. (Енні)
- Вестер Спенсер — власник магазину інструментів і кормів, де працює Демон. Він помирає від ускладнень через рак легенів, залишаючи Дорі саму. (Френсіс Спенлоу)
- Дорі — дочка Вестера Спенсера, в яку Демон закохується. Вона і Демон обоє залежні від оксикодону та інших ліків за рецептом. (Дора Спенлоу)
- Джип — собака Дорі, який відіграє велику роль у її житті та почуттях. (Джип)
- Роуз Дартелл — подруга Фаст Форварда, яка зневажає Демона через заздрість до його стосунків із Фаст Форвардом. (Міс Роза Дартл)
- Маус — дуже маленька, балакуча подруга Фаст Форварда. (Міс Мовчер)

## Прийняття
Згідно з Book Marks, роман «Мідноголовий Демон» отримав «позитивний» консенсус на основі двадцяти восьми критиків: сімнадцять «захопливих», шість «позитивних», чотири «змішаних» і один «критичний». У випуску Bookmarks за січень/лютий 2023 року книжка отримала 3,5 бала з 5. У критичному висновку журналу йдеться: "Якщо хтось цінує дікенсівську систему, можна розглядати Кінґсолвер як «наше літературне дзеркало та вікно (Minneapolis Star Tribune)".

Рон Чарльз з The Washington Post хвалить роман «Мідноголовий Демон» як свій «улюблений роман 2022 року», оскільки він «однаковою мірою веселий і карколомний, це історія невгамовного хлопчика, який нікому не потрібний, але який сподобається читачам». Пишучи для The Guardian, Елізабет Лоурі стверджує, що «хоч завдання модернізації роману [Дікенса] ускладнюється тим фактом, що звичаї так радикально змінилися з середини 19-го століття… люта критика інституційної бідності та її згубного впливу на дітей актуальна як ніколи». Однак Лоррейн Беррі з The Boston Globe критикує роман як порно з бідністю, стверджуючи, що,
Намагаючись привернути увагу до проблем дитячого голоду та бідності в Сполучених Штатах, Кінґсолвер перетворює життя своїх персонажів на історії страждання та неминучості поразки. Її герої животіють у темних западинах з мінімумом світла, приречені вічно повторювати жахливі помилки попередніх поколінь. Вона зображує мешканців Аппалачів як об'єкти жалю, але водночас натякає, що вживання наркотиків, відмова від освіти та «чіпляння» за свій спосіб життя — це моральний вибір.

## Нагороди та відзнаки

### Нагороди
- 2023 Пулітцерівська премія за художню літературу, переміг[13]
  - Примітка: Роман Ернана Діаса «Довіра» також отримав нагороду. Це перший випадок, коли нагороду розділили між двома книжками.
- Премія Орвелла за політичну белетристику 2023 року, короткий список[14]
- Жіноча премія за художню літературу 2023 року, переміг[15][16][17]
  - Примітка: перша авторка, яка здобула премію двічі; раніше, 2010 року, авторка здобула цю премію за роман «Лакуна»[18]
- Премія Джеймса Тейта Блека за художню літературу 2022 року, переміг[19]

### Відзнаки
- «10 найкращих книг 2022 року» від The Washington Post[20]
- «10 найкращих книг 2022 року» The New York Times[21]
- Вона посідає 61 місце в списку 100 найкращих книг 21 століття за версією The New York Times[22]
  - Примітка: роман посів перше місце в списку читачів[23]

## Переклад українською
2024 року у видавництві «Artbooks» вийшов український переклад роману. Перекладач — Сергій Стець.